# Xingyang
Xingyang (en chino, 荥阳; pinyin, Xíng·Yáng) es un municipio  bajo la administración directa de la Prefectura Zhengzhou en la Provincia de Henan, República Popular China. Bañada por el Río Amarillo,  su área es de 943 km² y su población total para 2020 superó los 730 mil de habitantes. 
En una leyenda se cree que Chang'e (嫦娥) voló a la luna desde esta ciudad. Además, muchas personas influyentes en la historia de China eran de Xingyáng, como Shen Buhai (申不害). Por otra parte, Xingyáng se considera como el lugar de origen de las personas cuyo apellido es Zheng (郑氏).

## Administración
Desde octubre de 2024, el  Municipio Xingyang se divide en 14 pueblos que se administran en 3 subdistritos,  8 poblados y 3 villas.

## Toponimia
El topónimo Xingyang se compone de los sinogramas Xing (nombre propio) y Yang (norte), lo da como resultado "al norte del Xing[ze]". Muchos lugares de China, en el nombre llevan "Yang" porque están situados al norte de un cuerpo de agua (siguiendo las tradición del Feng shui con el Yin y yang).
En la antigüedad, la población se ubicaba cerca del río Amarillo en una zona pantanosa llamada Xingze (荥泽). Los antiguos habitantes se agruparonn en las lomas junto al pantano para vivir, y como la cabecera se ubicaba al norte del pantano, la llamaron Xing-yang, de ahí su nombre.

## Historia
En el año 221 aC, tras la fundación de la dinastía Qin, se estableció el Condado Xingyang (荥阳县). En el año 265 aC, durante la dinastía Jin Occidental, se expandió y fue reorganizada como comandancia (荥阳郡).
Tras la caída de Qi del Norte a manos de la dinastía Zhou del Norte (557-581 d. C.), la región de Xingyang fue reorganizada como Provincia  (州 Zhou) y llamada Provincia Xing (荥州 Xingzhou).
En el año 583 AD, durante la dinastía Sui la Provincia Xing fue renombrada como Zheng (郑州 Zhengzhou).

## Clima
El clima presenta las cuatro estaciones bien diferenciadas, con una temperatura media de 14,3 °C y unas precipitaciones de 640 mm. El mes más lluvioso es el de julio, mes en el que se produce la mayoría de las precipitaciones.
| Parámetros climáticos promedio de Xingyang (1971−2000) | Parámetros climáticos promedio de Xingyang (1971−2000) | Parámetros climáticos promedio de Xingyang (1971−2000) | Parámetros climáticos promedio de Xingyang (1971−2000) | Parámetros climáticos promedio de Xingyang (1971−2000) | Parámetros climáticos promedio de Xingyang (1971−2000) | Parámetros climáticos promedio de Xingyang (1971−2000) | Parámetros climáticos promedio de Xingyang (1971−2000) | Parámetros climáticos promedio de Xingyang (1971−2000) | Parámetros climáticos promedio de Xingyang (1971−2000) | Parámetros climáticos promedio de Xingyang (1971−2000) | Parámetros climáticos promedio de Xingyang (1971−2000) | Parámetros climáticos promedio de Xingyang (1971−2000) | Parámetros climáticos promedio de Xingyang (1971−2000) |
| Mes                                                    | Ene.                                                   | Feb.                                                   | Mar.                                                   | Abr.                                                   | May.                                                   | Jun.                                                   | Jul.                                                   | Ago.                                                   | Sep.                                                   | Oct.                                                   | Nov.                                                   | Dic.                                                   | Anual                                                  |
| ------------------------------------------------------ | ------------------------------------------------------ | ------------------------------------------------------ | ------------------------------------------------------ | ------------------------------------------------------ | ------------------------------------------------------ | ------------------------------------------------------ | ------------------------------------------------------ | ------------------------------------------------------ | ------------------------------------------------------ | ------------------------------------------------------ | ------------------------------------------------------ | ------------------------------------------------------ | ------------------------------------------------------ |
| Temp. máx. media (°C)                                  | 5.7                                                    | 8.6                                                    | 14.0                                                   | 21.7                                                   | 27.2                                                   | 31.6                                                   | 31.8                                                   | 30.5                                                   | 26.7                                                   | 21.5                                                   | 14.1                                                   | 8.0                                                    | 20.1                                                   |
| Temp. mín. media (°C)                                  | −4.3                                                   | −1.9                                                   | 2.9                                                    | 9.5                                                    | 14.7                                                   | 19.8                                                   | 22.8                                                   | 21.7                                                   | 16.2                                                   | 9.9                                                    | 3.1                                                    | −2.4                                                   | 9.3                                                    |
| Precipitación total (mm)                               | 8.8                                                    | 12.0                                                   | 28.5                                                   | 39.6                                                   | 58.0                                                   | 62.8                                                   | 155.5                                                  | 112.5                                                  | 77.4                                                   | 45.1                                                   | 22.3                                                   | 9.8                                                    | 632.3                                                  |
| Días de precipitaciones (≥ 0.1 mm)                     | 3.3                                                    | 4.3                                                    | 6.2                                                    | 6.6                                                    | 6.8                                                    | 7.7                                                    | 11.6                                                   | 9.9                                                    | 8.2                                                    | 6.8                                                    | 5.0                                                    | 3.5                                                    | 79.9                                                   |
| Horas de sol                                           | 144.3                                                  | 139.0                                                  | 164.8                                                  | 202.8                                                  | 234.0                                                  | 229.5                                                  | 199.9                                                  | 199.6                                                  | 179.2                                                  | 182.4                                                  | 158.3                                                  | 148.1                                                  | 2181.9                                                 |
| Humedad relativa (%)                                   | 60                                                     | 60                                                     | 62                                                     | 61                                                     | 62                                                     | 62                                                     | 78                                                     | 81                                                     | 75                                                     | 70                                                     | 66                                                     | 61                                                     | 66.5                                                   |
| Fuente: China Meteorological Administration            |                                                        |                                                        |                                                        |                                                        |                                                        |                                                        |                                                        |                                                        |                                                        |                                                        |                                                        |                                                        |                                                        |